# Franz Klose

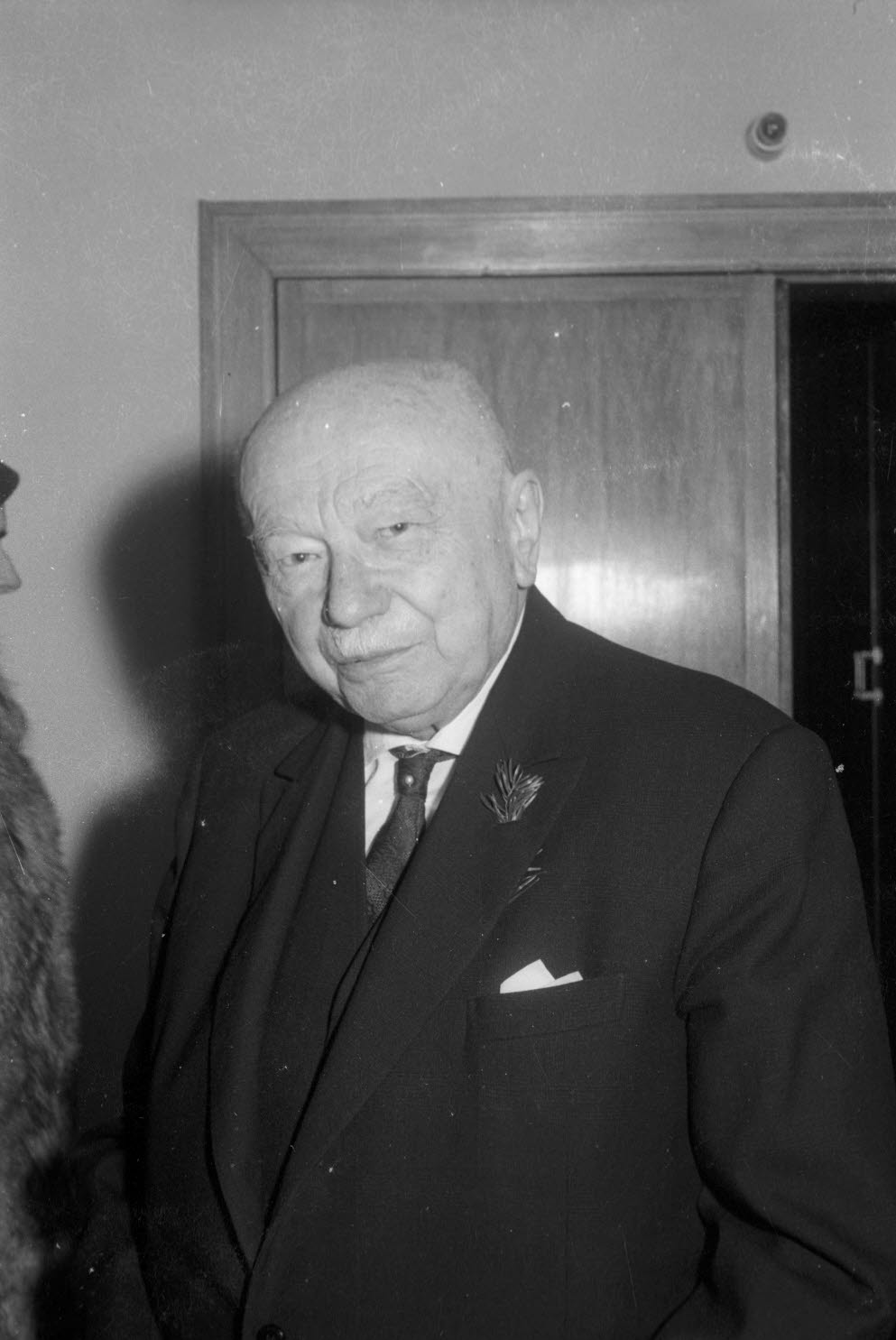
Franz Klose (1968)

Hugo Julius Franz Klose (* 21. Juli 1887 in Liegnitz; † 7. Januar 1978 in Kiel) war ein deutscher Hygieniker und Hochschullehrer.

## Kindheit und Ausbildung
Hugo Julius Franz Klose wurde 1887 in Liegnitz als Sohn eines Architekten geboren. Er besuchte in Görlitz das Gymnasium und absolvierte danach ein Medizinstudium an den Universitäten Göttingen, Breslau und zuletzt an der Berliner Kaiser-Wilhelm-Akademie für das militärärztliche Bildungswesen. Er beendete das Studium 1912 mit dem medizinischen Staatsexamen und wurde im selben Jahr approbiert sowie zum Dr. med. promoviert.

## Karriere
Zunächst Unterarzt und dann Assistenzarzt beim Fußartillerie-Regiments „von Dieskau“ (Schlesisches) Nr. 6 in Neiße war er ab Mai 1914 beim Reichskommissar für die Typhusbekämpfung in Südwestdeutschland tätig. Während des Ersten Weltkrieges war er Oberarzt beim beratenden Hygieniker der 5. Armee und leitete das hygienisch-bakteriologische Armee-Laboratorium. Ab Mai 1917 war er zu Gasödem-Erkrankungen forschend an der Berliner Kaiser-Wilhelms-Akademie tätig und entwickelte ein Gegenmittel.
Ab August 1919 war er Leiter des Stadtkrankenhauses in Wittenberge, wo er im Februar 1923 zudem besoldeter Stadtrat und Magistratsmitglied wurde. Ab 1923 war er Stadtmedizinalrat und Leiter des Gesundheitsamtes in Kiel. Nach der Habilitation 1935 lehrte er Sozialhygiene an der Universität Kiel, ab 1938 als Privatdozent und ab 1943 als außerordentlicher Professor. Von 1919 bis 1945 war er Vertrauensarzt der Reichsversicherungsanstalt.
Während des Zweiten Weltkrieges war er beratender Hygieniker beim stellvertretenden Generalkommando des 3. Armeekorps sowie in Berlin beim Wehrkreisamt III, zuletzt im Rang eines Oberstabsarztes der Reserve.
Ab Mai 1946 war er ordentlicher Professor und Direktor des Hygienischen Instituts der Universität Kiel ernannt, nach Kriegsende hatte diese Funktionen bereits seit Oktober 1945 kommissarisch inne. Er gehörte 1945 dem German Health Services Advisory Committee an, bis 1946 in Bad Oeynhausen dem beratenden Gesundheitsausschusses der britischen Militäradministration und ab 1946 dort dem German Advisory Board. Er wurde in Kiel mit der Leitung des Staatlichen Medizinal-Untersuchungsamtes betraut und saß dem Landesgesundheitsbeirat in Schleswig-Holstein vor. Maßgeblich steuerte er von Anfang September 1952 bis Ende März 1953 den Aufbau des Bundesgesundheitsamts, dessen erster Präsident er war. Danach war er im Amt eines Ministerialdirektors bis Ende März 1954 Leiter der Gesundheitsabteilung im Bundesministerium des Innern. Anschließend nahm er wieder seine Lehrtätigkeit auf und wurde im September 1955 in Kiel emeritiert. Ab 1954 gehörte er dem Bundesgesundheitsrat an, dessen stellvertretenden Vorsitz er 1956 übernahm.
Er wurde 1955 Präsident des Deutschen Grünen Kreuzes. Er saß 1955 der Kommission für Ernährungsforschung der DFG vor. Als Mitgründer der Deutschen Zentrale für Volksgesundheitspflege wurde er deren Präsident und schließlich 1964 Ehrenpräsident. Ab 1963 gehörte er dem Wissenschaftlichen Beirat für das Sanitäts- und Gesundheitswesen der Bundeswehr an.
Seit 1913 war er mit Käte Groß verheiratet.
Klose „hat wie kaum ein anderer das Gesundheitswesen in der Bundesrepublik Deutschland mitgestaltet, auf der Kommunalebene, auf der Landesebene, auf der Bundesebene, im wissenschaftlichen Bereich, in der Bundeswehr, in freien Verbänden, im öffentlichen Gesundheitsdienst“.

## Ehrungen
- 1952: Verdienstkreuz (Steckkreuz) der Bundesrepublik Deutschland
- 1957: Großes Verdienstkreuz
- 1963: Großes Verdienstkreuz mit Stern
- 1967: Ehrendoktorat der Freien Universität Berlin